# Vattenmöja
Vattenmöja (Ranunculus aquatilis) är en växtart i familjen ranunkelväxter och har ett stort utbredningsområde i tempererade Eurasien, norra Afrika, Nordamerika och Sydamerika.

## Liknande arter
Arten är mycket mångformig och svår att avgränsa mot andra arter. En liknande art är Ranunculus eradicatus. Grodmöja (R. aquatilis var. diffusus, tidigare artnamnet Ranunculus trichophyllus) som endast har dill-lika så kallade gälblad, antogs tidigare vara en egen art, men räknas numera som en varietet av Vattenmöja. Vattenmöja har två typer av blad, dels murgrönslika och i sällsynta fall även dill-lika gälblad.

## Synonymer
För vetenskapliga synonymer, se Wikispecies.

### Bygdemål
- Källd-ärvi kallas vattenmöjan i Älvdalen i Dalarna.[1]